# Henry Huttleston Rogers
Henry Huttleston Rogers (29 de enero de 1840 - 19 de mayo de 1909) fue un industrial y financiero estadounidense. Descendiente de los peregrinos originales del Mayflower, hizo su fortuna en el negocio del refino de petróleo, convirtiéndose en líder de la Standard Oil. También desempeñó un papel importante en numerosas corporaciones y empresas comerciales en la industria del gas, del cobre y en los ferrocarriles. 

## Semblanza
El éxito de Rogers en la industria petrolera comenzó con Charles Pratt en 1866, cuando inventó el proceso mediante el que se podía separar la nafta del crudo, lo que hacía posible un refinado del petróleo más económico. John D. Rockefeller compró su negocio y el de Pratt en 1874, y Rogers progresó rápidamente como directivo de la Standard Oil. Materializó la idea de utilizar largos oleoductos para transportar el petróleo en lugar de usar vagones de ferrocarril. En la década de 1880 amplió sus intereses más allá del petróleo para incluir el cobre, el acero, los bancos y el transporte por ferrocarril, así como la Consolidated Gas Company, que suministraba gas de carbón a las principales ciudades. En la década de 1890, cuando Rockefeller se retiró del negocio del petróleo, Rogers se convirtió en la figura dominante de la Standard Oil. En 1899, estableció el fideicomiso de la Amalgamated Copper, con sede en Butte, Montana, que dominaba una industria con una gran demanda, ya que la nación necesitaba cables de cobre para construir sus redes eléctricas. Su última gran empresa fue la construcción del ferrocarril Virginian Railroad para dar servicio a los campos de carbón de Virginia Occidental. Después de 1890, se convirtió en un destacado filántropo, así como en amigo y admirador de Mark Twain y de Booker T. Washington. 
Su biógrafo afirma:

Un extraño dualismo caracterizó a Rogers. Sin piedad en los negocios, en sus asuntos personales era cálido y generoso, y a los sesenta, según Tarbell (reportera que lo entrevistó, y cuyos artículos periodísticos contribuyeron a que los tribunales acabaran ordenando la disgregación de la Standard Oil), "según todos, la figura más hermosa y distinguida de Wall Street" .... Rogers se deleitaba en burlar a sus contemporáneos y en ejercer un poder que provenía de su gran riqueza. Sin embargo, floreció justo cuando la Era Dorada estaba dando paso a la Era Progresista y, por lo tanto, su salto al poder se vio frustrado por las reformas y los cambios a estilos de gestión más aceptables que marcaba el comienzo del siglo XX.

## Temprana edad y educación
Rogers nació en Fairhaven, Massachusetts, el 29 de enero de 1840. Era hijo de Rowland Rogers, un excapitán de barco, contable y tendero, y Mary Eldredge Huttleston Rogers. Ambos padres eran yanquis y descendían de los peregrinos que llegaron en 1620 a bordo del Mayflower. La familia de su madre había usado antes la grafía "Huddleston" en lugar de "Huttleston" (en consecuencia, el nombre completo de Henry Rogers a menudo está mal escrito). 
Excepto por un breve traslado a Mattapoisett, Massachusetts durante su primera infancia de Rogers, la familia vivió en Fairhaven, un pueblo de pescadores cruzado por el río Acushnet desde el puerto ballenero de New Bedford. Fairhaven es una pequeña ciudad costera, bordeada por el río Acushnet al oeste y la bahía de Buzzards al sur. A mediados de la década de 1850, la caza de ballenas ya era una industria en declive en Nueva Inglaterra. El aceite de ballena pronto fue reemplazado por el queroseno y el gas natural. El padre de Henry Rogers fue uno de los muchos hombres de Nueva Inglaterra que cambiaron la vida en el mar por otro trabajo para mantener a sus familias. 
Rogers era un estudiante promedio, y estaba en la primera clase de graduados de la escuela secundaria local en 1857. Cuando todavía vivía con sus padres, fue contratado en el Fairhaven Branch Railroad, un precursor temprano del Old Colony Railroad, como mozo de equipajes y guardafrenos. Trabajó allí durante tres o cuatro años, mientras ahorraba cuidadosamente su sueldo.

## Matrimonios y familia
Para obtener más información sobre los hijos de Abbie y Henry Rogers, los matrimonios y sus descendientes, consúltese Abbie G. Rogers
Mientras estaba de vacaciones en Fairhaven en 1862, Rogers se casó con su novia de la infancia, Abbie Palmer Gifford, quien también pertenecía al linaje de los pioneros del Mayflower. La pareja se instaló en los campos petroleros a lo largo de Oil Creek, donde vivían en una cabaña de una habitación. Henry trabajaba en la refinería de petróleo de Wamsutta. Mientras vivían en Pensilvania, nació en 1865 su primera hija, Anne Engle. Tuvieron cinco hijos, cuatro niñas y un niño. Otro hijo murió al nacer. 
Después de que la familia se mudó en 1866 a Nueva York, en 1867 nació Cara Leland Rogers en Fairhaven; Millicent nació en 1873; seguida por Mary (también conocida como Mai) en 1875.
Su hijo Henry Huttleston Rogers Jr. nació en 1879 y era conocido como Harry. Vivió en la ciudad de Nueva York y se convirtió en coronel en la Milicia de Nueva York. Sirvió en la frontera con México en 1916 y con el Ejército de los Estados Unidos en Francia desde 1917 hasta 1919 como teniente coronel en la artillería de campaña durante la Primera Guerra Mundial. También fue miembro de la Sociedad de Rhode Island de Cincinnati.
Abbie Palmer Gifford Rogers murió inesperadamente el 21 de mayo de 1894. Se ha conservado su hogar de la infancia, una casa de dos pisos con un tejado a dos aguas, construida en el estilo neogriego clásico. Se conserva y se puede visitar en Fairhaven, Massachusetts, donde ella y su esposo se criaron. 
En 1896, Rogers se volvió a casar con Emelie Augusta Randel Hart, una popular divorciada de la vida social de Nueva York. No tuvieron hijos.

## Carrera

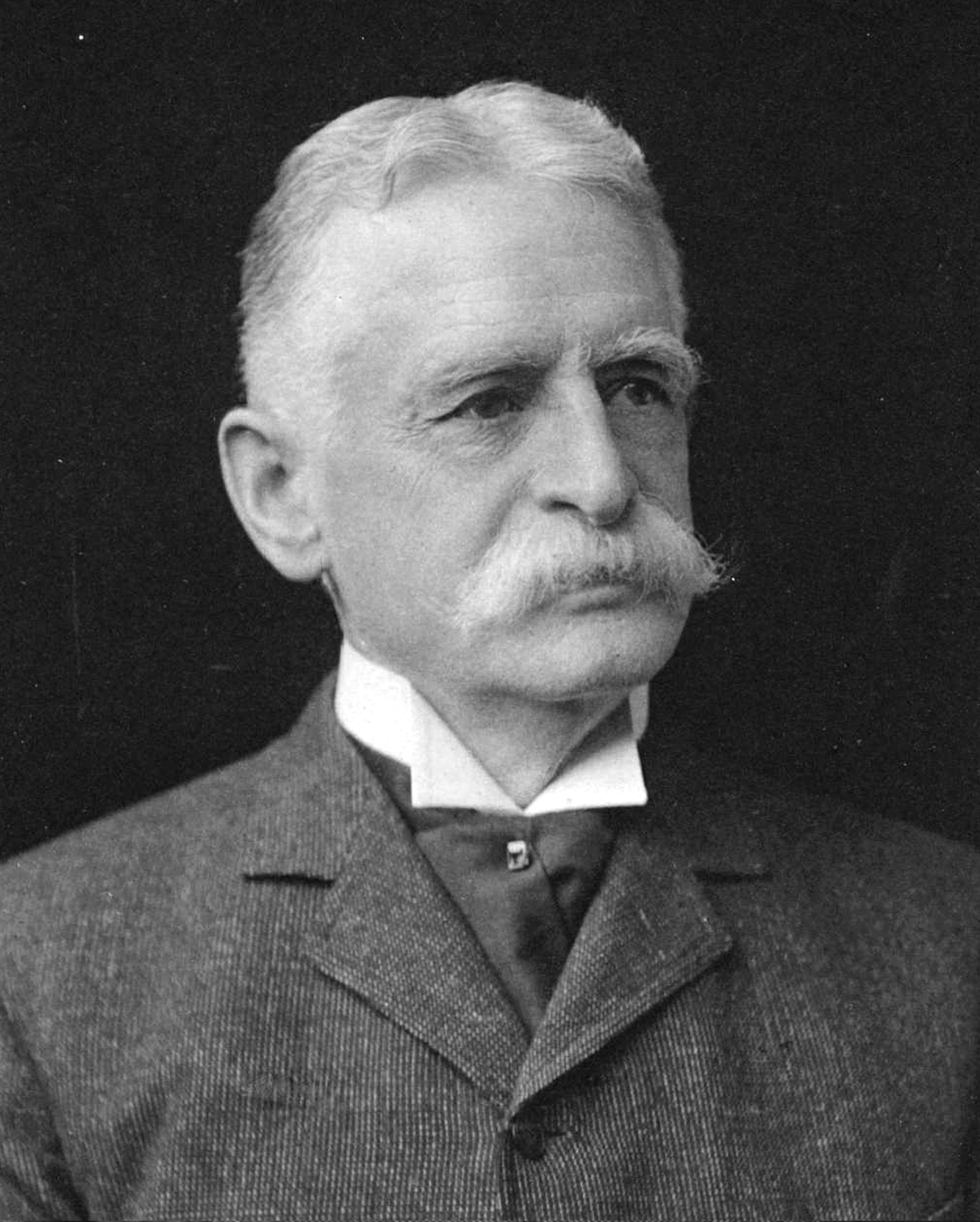
H. H. Rogers

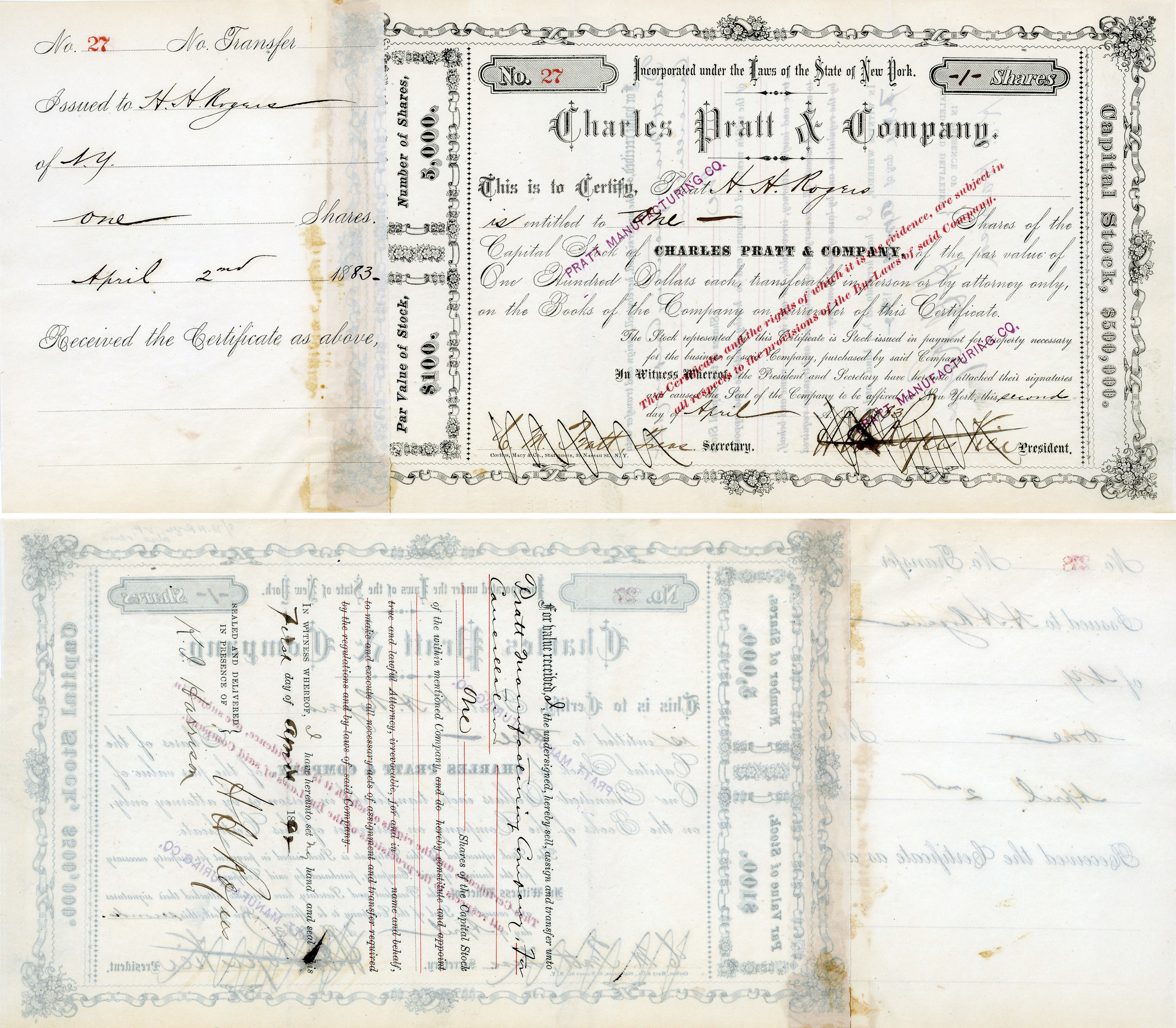
Ação da Charles Pratt & Company no valor de $100, emitida em Nova Iorque em 2 de abril de 1883 para H. H. Rogers e endossada pelo seu próprio punho no verso

En 1861, Henry, de 21 años, reunió sus ahorros de aproximadamente 600 dólares con los de su amigo, Charles P. Ellis. Se dirigieron al oeste de Pensilvania y sus campos petrolíferos recién descubiertos. Tomando prestados otros 600 dólares, los jóvenes socios comenzaron a montar una pequeña refinería en McClintocksville, cerca de Oil City. Llamaron a su nueva empresa la Refinería de Petróleo Wamsutta. Rogers y Ellis y su refinería ganaron 30.000 dólares durante su primer año. Esta cantidad fue mayor que las ganancias de tres viajes de un buque ballenero durante un viaje promedio de más de un año de duración. Cuando Rogers regresó a su hogar en Fairhaven para unas cortas vacaciones el año siguiente, fue recibido como un triunfador. 
En Pensilvania, Rogers fue presentado a Charles Pratt (1830-1891). Nacido en Watertown, Massachusetts, Pratt había sido uno de once hermanos. Su padre, Asa Pratt, era carpintero. De medios modestos, pasó tres inviernos como estudiante en la Academia Wesleyana, y se dice que a veces vivía con un dólar por semana. En las cercanías de Boston, Massachusetts , Pratt se unió a una compañía especializada en pinturas y productos de aceite de ballena. En 1850 o 1851, llegó a la ciudad de Nueva York, donde trabajó para una empresa similar que maneja pintura y aceites. 
Pratt fue un pionero de la industria del petróleo natural y estableció su refinería de queroseno, la Astral Oil Works en la sección Greenpoint de Brooklyn, Nueva York. Su producto más tarde dio origen al eslogan "Las lámparas sagradas del Tíbet están alimentadas con aceite Astral". Posteriormente fundó el Instituto Pratt, que con el tiempo se convertiría en una de las más prestigiosas escuelas de arquitectura de los Estados Unidos. 
Cuando Pratt fue presentado a Rogers en McClintocksville durante un viaje de negocios, ya conocía a Charles Ellis, habiendo comprado aceite de ballena en el este de Fairhaven. Aunque Ellis y Rogers no tenían pozos y dependían de la compra de petróleo crudo para refinar y vender a Pratt, los dos jóvenes acordaron vender toda la producción de su pequeña refinería Wamsutta a la compañía de Pratt a un precio fijo. Esto funcionó bien al principio, pero unos meses después, los precios del petróleo crudo aumentaron repentinamente debido a las maniobras de los especuladores. Los jóvenes empresarios lucharon por intentar cumplir su contrato con Pratt, pero pronto se quedaron sin fondos propios y al poco tiempo estaban muy endeudados con Pratt. 
Charles Ellis se rindió, pero en 1866, Henry Rogers fue a ver a Pratt a Nueva York y le dijo que tomaría la responsabilidad personal de toda la deuda. Esto impresionó tanto a Pratt que inmediatamente lo contrató para su propia organización. 

### Nueva York, refinado de petróleo
Pratt convirtió a Rogers en capataz de su refinería de Brooklyn, con la promesa de una asociación si las ventas superaban los 50.000 dólares al año. Rogers se mudó a Brooklyn con su familia, y pasó de capataz a gerente, y luego a superintendente de la refinería de petróleo Astral de Pratt. Logró y superó la importante meta del aumento de ventas que Pratt había establecido al reclutarlo. Según lo prometido, se le recompensó con una participación en el negocio. En 1867, con Henry Rogers como socio, fundó la firma Charles Pratt and Company . En los años siguientes, Rogers se convirtió, en palabras de Elbert Hubbard, en "las manos y pies y ojos y oídos" de Pratt (Little Journeys to the Homes , 1909). A medida que su familia creció, Henry y Abbie continuaron viviendo en la ciudad de Nueva York, pero pasaron sus vacaciones frecuentemente en Fairhaven. 
Mientras trabajaba con Pratt, Rogers inventó una forma mejorada de separar del petróleo crudo la nafta, un aceite ligero similar al queroseno. Se le otorgó la patente estadounidense # 120.539 el 31 de octubre de 1871. 

#### Luchando con Rockefeller
A principios de 1871-72, Pratt and Company y otros refinadores se vieron envueltos en un conflicto contra John D. Rockefeller, Samuel Andrews y Henry M. Flagler (de Rockefeller, Andrews & Flagler, una compañía refinera con sede en Cleveland) y la South Improvement Company. Al desarrollar lo que se convertiría en la Standard Oil, Rockefeller, un gerente de habilidades extraordinarias, y Flagler, un comerciante excepcional, se dieron cuenta de que los costos y el control del envío de crudo serían elementos clave en la competencia con otros refinadores. Con su combinación de ingeniosa manipulación del mercado y tratos duros con el poderoso ferrocarril Pensilvania Railroad (PRR), el proceder de la South Improvement Company fue un ejemplo del tipo de tácticas comerciales con las que Rockefeller y sus asociados solían tener éxito. Aunque Rockefeller se convirtió en el objetivo de muchos críticos que rechazaron los implacables procedimientos de la Standard Oil en los años posteriores, el plan de reembolso de la South Improvement fue idea de Flagler. 
La South Improvement era básicamente un mecanismo para obtener tarifas secretas netas favorables de Tom Scott, responsable del Ferrocarril de Pensilvania (PRR) y de otros ferrocarriles, a través de descuentos secretos del transportista común. Un "operador común" es algo así como un servicio público, ya que a menudo tiene ciertos derechos, poderes y monopolios sobre sus servicios más allá de los que habitualmente tienen las empresas comerciales normales. Se esperaba que un operador común sirviera al bien público y tratara a sus clientes de manera uniforme. Las tarifas en aquella época eran promulgadas en forma de información pública. El esquema de reembolso se realizó por fuera de estas tarifas. Como efecto colateral, se incrementaron las tarifas oficiales, que se cobraban a los clientes que no estaban al tanto del sistema de reembolsos. 
Los periódicos se apresuraron a airear el asunto. La injusticia del plan de la South Improvement indignó a muchos productores de petróleo independientes y propietarios de refinerías. Rogers lideró la oposición entre los refinadores de Nueva York, que formaron una asociación, y a mediados de marzo de 1872 enviaron a Oil City un comité de tres representantes, con Rogers a la cabeza, para consultar con la Unión de Productores de Petróleo. Trabajando con los independientes de Pensilvania, Rogers y la delegación de Nueva York lograron llegar a un acuerdo con los ferrocarriles, cuyos líderes finalmente acordaron abrir sus tarifas a todos y prometieron terminar sus tratos turbios con la South Improvement. 
Rockefeller y sus asociados cambiaron rápidamente de estrategia, que con frecuencia incluía la compra de intereses opuestos. Su dominio de la creciente industria y la absorción de los competidores más pequeños continuó y se expandió. Pero, el incidente de South Improvement provocó un creciente sentimiento público para apoyar la supervisión y la regulación gubernamental de las grandes empresas, incluidos los ferrocarriles. El Congreso aprobó nuevas leyes antimonopolio, el gobierno creó la Comisión de Comercio Interestatal (ICC) y los tribunales finalmente ordenaron la disolución de la Standard Oil Trust a principios del siglo XX.

#### Combinando fuerzas: uniéndose a Standard Oil
En 1874, Rockefeller se acercó a Pratt con un plan para cooperar y consolidar sus negocios. Pratt lo discutió con Rogers, y decidieron que la combinación los beneficiaría. Rogers formuló los términos del acuerdo, que garantizaban la seguridad financiera y los empleos para Pratt y él mismo. Al parecer, Rockefeller había aprendido mucho sobre los talentos y habilidades de negociación de Rogers durante el conflicto de South Improvement, y aceptó sin discutir la oferta en los términos exactos que Rogers había establecido. De esta manera, Charles Pratt and Company (incluido Astral Oil) se convirtió en uno de los refinadores independientes más importantes en unirse al Trust de la Standard Oil. 
Por entonces, Charles Pratt estaba llegando a una edad próxima a su jubilación, y posteriormente dedicó gran parte de su tiempo e intereses a actividades como la fundación del Instituto Pratt. Sin embargo, el hijo de Pratt, Charles Millard Pratt (1858 a 1913), se convirtió en Secretario Corporativo de la Standard Oil. Como propietario parcial de Pratt and Company, Rogers, quien tenía aproximadamente 35 años, ahora era dueño de una parte de Standard Oil. En el acuerdo, Rockefeller también había agregado a Henry Rogers a su equipo, a quien sin duda le dio un gran valor al potencial. La historia no dice si previó que el joven prometedor estaba destinado a convertirse en uno de sus principales socios. 

#### Construyendo la Standard Oil con John D. Rockefeller
La Standard Oil era un conglomerado de refinerías de petróleo. Sus compañías sucesoras continuaron estando entre las corporaciones más grandes del mundo más de 140 años después. John D. Rockefeller, considerado durante mucho tiempo como el principal fundador, tenía una formación y una educación modestas. Nacido en Nueva York en 1839, su familia se mudó a Cleveland en 1855. Su primer trabajo fue como asistente de contabilidad para una compañía industrial. Se deleitaba, como más tarde recordaría, con "todos los métodos y sistemas de la oficina". Se volvió particularmente hábil para calcular los costos del transporte, una habilidad que más tarde le sería particularmente útil. Trabajó en distintas pequeñas empresas comerciales durante los años siguientes, teniendo intereses varios. 
Durante este tiempo, Rockefeller se hizo amigo de Henry Morrison Flagler. Los dos hombres tenían mucho en común, ya que cada uno era conservador, trabajador y enérgico, y estaban obligados a ganar dinero. Sus antecedentes incluían trabajar por separado durante varios años en varias empresas minoristas, incluido el negocio de granos. Aunque personalmente abstemios, los licores destilados eran un subproducto de la manipulación del maíz, y cada uno de ellos aprovechó la oportunidad de llevar a cabo con las bebidas todos los negocios que se les presentaron. Hacer dinero era claramente primordial para ambos. 
De sus diversas incursiones separadas en el negocio, los resultados financieros para cada uno habían sido desiguales. Flagler, nueve años mayor que Rockefeller, había sido completamente aniquilado financieramente en una empresa de sal. Solo un préstamo de un pariente, Stephen V. Harkness, le permitió mantener a los acreedores a raya y salvarse de la ruina total. 
En la segunda mitad del siglo XIX, los Estados Unidos comenzaron una transición del uso de aceite de ballena al petróleo para calefacción e iluminación. El descubrimiento de campos petrolíferos en el oeste de Pensilvania a fines de la década de 1850 y la promesa de una mayor actividad industrial y crecimiento económico después del final de la Guerra Civil Americana se combinaron para hacer que la refinación de petróleo crudo le pareciera un negocio atractivo a Rockefeller. De acuerdo con Flagler, contrataron al químico Samuel Andrews y junto con su hermano, William Rockefeller, Jabez Bostwick, y el socio silencioso y familiar de Flagler, Stephen V. Harkness, entraron en el negocio de la refinación en Cleveland como Rockefeller, Andrews & Flagler. 
Rockefeller era un gerente y planificador financiero extraordinariamente talentoso, Flagler era un comerciante excepcional, y Andrews tenía el conocimiento para supervisar los aspectos de la refinación. Era una combinación destinada a tener éxito. A medida que la demanda de queroseno y un nuevo subproducto, la gasolina, creció en los Estados Unidos, hacia 1868, lo que se convertiría en la Standard Oil había llegado a ser la refinería de petróleo más grande del mundo. 
En 1870, Rockefeller formó la Standard Oil Company de Ohio y comenzó su estrategia de comprar los negocios de la competencia y a consolidar toda la refinación de petróleo bajo una sola compañía. Fue durante este período cuando llegaron a un acuerdo con Pratt y Henry Rogers. Alrededor de 1878, la Standard Oil controlaba aproximadamente el 90% de la capacidad de refinado en los Estados Unidos. 
La esposa de Flagler tenía problemas de salud debido a lo que más tarde se determinó que era tuberculosis. Por consejo de su médico, la llevó a Florida durante los meses de invierno que comenzaron en 1877, y pareció mejorar con el invierno suave y la brisa fresca del océano. Mientras se encontraba en Florida, a Flagler le sorprendió la falta de un buen servicio de transporte ferroviario al sur de Jacksonville, la disponibilidad igualmente deficiente de un buen alojamiento y el potencial que el estado empobrecido tenía como destino de vacaciones para los norteños. Presintiendo una oportunidad de realizar un gran negocio, comenzó a invertir y se convirtió en un importante desarrollador inmobiliario de la costa este de Florida, en lo que muchos consideran su "segunda carrera". Sin embargo, sus empresas en Florida marcaron el comienzo de su reducción gradual en la participación de la gerencia de la Standard Oil. 
En 1881 la compañía fue reorganizada como Standard Oil Trust. En 1885, las oficinas centrales se trasladaron de Cleveland a la ciudad de Nueva York. Para entonces, los tres directivos principales de la Standard Oil Trust eran John D. Rockefeller, su hermano William y Henry Rogers, quien se había convertido en un estratega financiero clave. En 1890, Rogers ostentaba los cargos de vicepresidente de la Standard Oil y presidente del comité operativo de la organización. 

#### Oleoductos y gasoductos
Los oleoductos se desarrollaron por primera vez en Pensilvania en la década de 1860 para reemplazar el transporte en barriles de madera cargados en carros tirados por mulas. Este sistema de transporte era costoso y estaba lleno de dificultades: fugas de barriles, senderos embarrados, averías de los carros y problemas con las mulas y los conductores. 
El primer oleoducto de metal se completó en 1865, cuando Samuel Van Syckel construyó una tubería de 6 km desde Pithole, Pensilvania, hasta el ferrocarril más cercano. Este éxito inicial llevó a la construcción de tuberías para conectar los campos de producción de crudo, llegando cada vez más hacia el oeste a medida que se descubrían nuevos yacimientos y declinaban los pozos de Pensilvania, alcanzando las refinerías ubicadas cerca de los principales centros de demanda en el noreste. El biógrafo Z. James Varanini escribe, "La terminación de estas conducciones representó un movimiento hacia un nuevo tipo de interconectividad entre estados previamente aislados". 
Cuando Rockefeller observó la situación, comenzó a adquirir muchas de las nuevas tuberías. Pronto, sus compañías de la Standard Oil poseían la mayoría de las líneas, que proporcionaban transporte barato y eficiente para el petróleo. Cleveland, Ohio, se convirtió en un centro de la industria de refinado principalmente debido a sus sistemas de transporte. 
Rogers concibió la idea de utilizar tuberías de largo alcance para el transporte de petróleo y gas natural. En 1881, la Standard Oil formó la National Transit Company como propietaria y operadora de los ductos de la Standard. Esta compañía siguió siendo uno de los proyectos favoritos de Rogers durante el resto de su vida.
La East Ohio Gas Company (EOG) se fundó el 8 de septiembre de 1898, como compañía comercial de la National Transit Company, la división de gas natural de la Standard Oil Company de Nueva Jersey. La empresa lanzó su negocio vendiendo a los consumidores del noreste de Ohio el gas producido por otra subsidiaria de la National Transit, la Hope Natural Gas Company. 
La ciudad de Akron, Ohio, por entonces centro de las empresas manufactureras del caucho, fue la primera en aprovechar los precios más bajos del gas natural. Le otorgó una franquicia a la East Ohio Gas Company en septiembre de 1898, el mismo mes en que se fundó la compañía. Durante el invierno de 1898–99, la Compañía Nacional de Tránsito construyó una tubería de hierro forjado de 24 cm de diámetro que se extendía desde Pipe Creek en el río Ohio hasta Akron, con ramales a Canton, Massillon, Dover, New Philadelphia, Uhrichsville y Dennison. El primer gas transportado por la tubería se quemó en Akron el 10 de mayo de 1899.

#### Acero
Andrew Carnegie, durante mucho tiempo el principal magnate del acero de Pittsburgh, se retiró a finales del siglo XX y volvió a concentrar sus intereses en la filantropía. Sus negocios del acero se concentraron en la nueva United States Steel Corporation. El interés de la Standard Oil en la producción de acero hizo que Rogers se convirtiera en uno de los directores de la acerera cuando se organizó en 1901.

#### La regulación de la Standard Oil
En 1890 el Congreso de los Estados Unidos aprobó la Ley Sherman Antimonopolio, origen de todas las leyes antimonopolio estadounidenses. La ley prohíbe todo contrato, esquema, trato, o conspiración para restringir el comercio. También prohíbe las iniciativas destinadas a asegurar el monopolio de una industria determinada. La Standard Oil Trust atrajo la atención de autoridades antimonopolio. El fiscal general de Ohio presentó y ganó una demanda antimonopolio en 1892. 
Ida M. Tarbell, una escritora y periodista, conocida como una de las principales muckrakers (articulistas dedicados a denunciar las prácticas fraudulentas de las grandes corporaciones), criticó las prácticas de la Standard Oil. Tarbell conoció a Rogers, por entonces el director más importante y poderoso de la Standard Oil, a través de su amigo, Mark Twain. Comenzaron a reunirse en enero de 1902 y continuaron viéndose durante los dos años siguientes. Mientras Tarbell exponía los historiales de distintos casos sospechosos, Rogers le proporcionaba explicaciones, con documentos y cifras sobre cada caso. El directivo pudo haber creído que la periodista pretendía completar un trabajo complementario, ya que aparentemente se mostró sincero. Las entrevistas con fueron la base de la exposición negativa de Tarbell sobre las prácticas comerciales cuestionables de la Standard Oil. Las investigaciones sobre la Standard Oil para la revista McClure's se publicaron en 19 entregas desde noviembre de 1902 hasta octubre de 1904. Fueron recopiladas y editadas en 1904 como La historia de la Standard Oil Company. 
La oposición pública a Rockefeller y la Standard Oil existía antes de la investigación de Tarbell, y ya había habido una oposición general a las grandes empresas monopolísticas. Sin embargo, el libro es ampliamente acreditado como el factor que precipitó en 1911 la disgregación de la Standard Oil por parte de la Corte Suprema de los Estados Unidos. "Nunca habían jugado limpio, y eso arruinó su grandeza para mí", escribió Tarbell sobre la compañía. 
Tarbell criticó a la Standard Oil por prácticas comerciales dudosas, incluidas las de someter a sus competidores con prácticas abusibas y participar en acuerdos de transporte ilegal con las compañías ferroviarias para rebajar los márgenes de sus competidores. 

### Gas natural
Rogers se unió a la asociación de empresas organizada para controlar la producción y distribución de gas natural. En 1884, junto con sus asociados, Rogers formó la Consolidated Gas Company, y durante varios años fue fundamental para obtener el control de las grandes plantas de las ciudades, librando terribles batallas contra sus rivales como en el caso de Boston. Casi toda la historia de sus intereses en el gas natural fue una guerra comercial.

### Cobre
Durante la década de 1890, se interesó en Anaconda y otras minas de cobre en el oeste de los Estados Unidos. En 1899, con William Rockefeller y Thomas W. Lawson, con una inversión de 75 millones de dólares, puso las bases de la gigantesca empresa Amalgamated Copper Mining Company, que fue objeto de muchas críticas por entonces y durante muchos años después. En la construcción de este gran conglomerado minero, se realizaron algunas de las maniobras empresariales más despiadadas de la historia de los negocios modernos, como la valoración en 38 millones de dólares de las acciones de la primera corporación, su posterior manipulación, la incautación de los derechos mineros de la Butte & Boston Consolidated Mining Company, el uso de esta última como arma contra la Boston & Montana Consolidated Copper and Silver Mining Company, la guerra de guerrillas contra ciertos intereses privados y el naufragio del Globe Bank de Boston. 
El conglomerado de la Amalgamated Copper, nacido con el objetivo de controlar la producción y la distribución de cobre, dominaba las minas de cobre de Butte, Montana, y luego se convirtió en la Anaconda Copper Company, una denominación que hacía referencia a su nombre original. 

### Tranvía de Staten Island
El 1 de julio de 1892, Staten Island abrió la primera línea de tranvía de Nueva York entre Port Richmond y Meiers Corners. Al precio de tan solo un centavo por viaje durante la mayor parte de su existencia, el sistema tranviario contribuyó a facilitar el tránsito masivo a través de la isla al llegar a las comunidades que no contaban con servicio de trenes. Henry H. Rogers fue durante mucho tiempo conocido como el magnate del transporte público de Staten Island, y también participó en el Servicio de Ferry de Staten Island-Manhattan y en la Richmond Power and Light Company.

### Ferrocarriles
Rogers también fue un socio cercano de E. H. Harriman en las extensas operaciones ferroviarias de este último. Fue director del Santa Fe, del Saint Paul, del Erie, del Lackawanna, del Union Pacific y de varios otros grandes ferrocarriles. Además, también se involucró en al menos tres proyectos ferroviarios de líneas cortas en Virginia Occidental, uno de los cuales crecería mucho más de lo que probablemente anticipó. 

#### Ferrocarril del río Ohio
A mediados de la década de 1890, Rogers se convirtió en presidente del Ferrocarril del Río Ohio, fundado por Johnson Newlon Camden, un senador de los Estados Unidos por Virginia Occidental que también estaba involucrado en secreto con la Standard Oil. Charles M. Pratt y Rogers fueron dos de los principales propietarios, y CM Burt era el gerente general del Ferrocarril del Río Ohio. Su procurador general era el exgobernador de Virginia Occidental, William A. MacCorkle. Los propietarios querían vender el ferrocarril, que estaba perdiendo dinero. 
Bajo el liderazgo de Rogers, formaron una subsidiaria, la West Virginia Short Line Railroad, para construir una nueva línea entre New Martinsville y Clarksburg con el fin de llegar a las nuevas áreas de minería del carbón, en un territorio ya planificado para la expansión de los Ferrocarriles de Baltimore y Ohio (B&O). Los planes de expansión tuvieron el efecto deseado de forzar esencialmente a B&O a comprar el Ferrocarril del Río Ohio para bloquear la competencia en las nuevas áreas del carbón. El ferrocarril del río Ohio fue vendido a B&O en 1898.

#### Kanawha & Pocahontas Railroad Company
La Kanawha & Pocahontas Railroad Company se fundó en Virginia Occidental en 1898, posiblemente controlada por un hijo de Charles Pratt o directamente por este último. Recorría 24 km desde el río Kanawha hasta un afluente llamado Paint Creek. Una vez más, los nuevos yacimientos mineros de carbón estuvieron involucrados en el origen del negocio. Rogers, en representación de Charles Pratt and Company, negoció su arrendamiento al Chesapeake y Ohio Railway (C&O) en 1901 y su venta a una filial de C&O recién formada, Kanawha y Paint Creek Railway Company, en 1902 (aunque no se dispone de documentación que involucre a Rogers en este ferrocarril, y comentarios del gobernador MacCorkle en su libro sugieren que Rogers no estuvo involucrado en este acuerdo). 

#### Ferrocarril de Virginia
Su logro final, en colaboración con el ingeniero consultor William Nelson Page, fue la construcción del Ferrocarril Virginian (VGN), que finalmente se extendió 970 km desde los campos de carbón del sur de Virginia Occidental hasta el puerto cercano a Norfolk en Sewell's Point, Virginia, en el puerto de Hampton Roads. 
Inicialmente, la participación de Rogers en el proyecto comenzó en 1902 con el ferrocarril Deepwater Railway proyectado por Page, concebido como una línea de 130 km para llegar a las reservas de carbón sin explotar en una zona muy inaccesible del sur de Virginia Occidental, e intercambiar su tráfico con el C&O y/o el N&W. Se especula que el Deepwater Railway fue probablemente pensado para ser revendido al igual que las dos primeras líneas cortas de Virginia Occidental. Sin embargo, de ser así, la estrategia quedó frustrada por la colusión de los ferrocarriles más grandes, ambos controlados por el Ferrocarril de Pensilvania y con acuerdos entre sí para no comprarlos ni otorgar tasas de intercambio favorables. 
Page era el "hombre visible" del proyecto del Deepwater, y es probable que los líderes de los grandes ferrocarriles no se dieran cuenta de que su enemigo estaba respaldado por el adinerado Rogers, que no renunciaba fácilmente a sus objetivos. En lugar de abandonar el proyecto, Page y Rogers desarrollaron secretamente un plan para extender su nuevo ferrocarril a lo largo de Virginia Occidental y Virginia hasta el puerto de Hampton Roads. Modificaron la carta fundacional del Deepwater Railway para llegar al límite del estado de Virginia. Un abogado de propiedad del carbón representante de Rogers en Staunton, Virginia, formó otro ferrocarril dentro del estado en Virginia, el ferrocarril Tidewater Railroad. 
La batalla por los derechos de paso del ferrocarril Tidewater mostró a Rogers en su forma más astuta e ingeniosa. Fue capaz de persuadir a los principales ciudadanos de Roanoke y Norfolk, ambos lugares baluartes de su rival Norfolk y Western, de que su nuevo ferrocarril sería una bendición para ambas comunidades, asegurando secretamente derechos de paso cruciales en el proceso. En 1907, el nombre de Tidewater Railway se cambió a The Virginian Railway Company, y adquirió el Deepwater Railway para formar el enlace necesario entre Virginia Occidental y Virginia. 
Financiado casi en su totalidad con los recursos propios de Rogers, y completado en 1909, en lugar de intercambiarse, el nuevo Virginian Railway compitió con los mucho más grandes Chesapeake y Ohio Railway y Norfolk y Western Railway para tráfico de carbón. Construido siguiendo su política de invertir en la mejor ruta y equipo en la selección inicial y la compra para ahorrar gastos operativos, el VGN disfrutó de un trazado más moderno construido con los más altos estándares, y supuso una competencia importante a sus ferrocarriles vecinos más grandes, cada uno de los cuales probó varios veces sin éxito adquirirlo después de que se dieron cuenta de que no se podía bloquear para que no se completara. 
Sin embargo, el tiempo y el enorme esfuerzo que Rogers empleó en el proyecto continuaron minando su salud ya en declive, no solo por su trabajo hercúleo sino también por la economía incierta del período, exacerbada por el pánico financiero de 1907 que comenzó en marzo de ese año. Para obtener la financiación necesaria, se vio obligado a invertir muchos de sus propios activos en el ferrocarril. La gestión de la financiación que Rogers proporcionaba estaba a cargo del financiero de Boston Godfrey M. Hyams, con quien también había trabajado en la Compañía Anaconda y en muchos otros proyectos de recursos naturales. 
El 22 de julio de 1907 sufrió un derrame cerebral, que lo dejó muy debilitado. Durante un período de unos cinco meses, se recuperó gradualmente. En 1908 aportó la financiación restante necesaria para completar su ferrocarril. Cuando se completó al año siguiente, el Ferrocarril Virginian fue llamado por los periódicos "el mayor pequeño ferrocarril del mundo" y resultó ser viable y rentable. 
Muchos historiadores consideran que el Ferrocarril Virginian es uno de los mayores legados de Henry Rogers. En sus casi mil kilómetros siguió su filosofía con respecto a invertir en el mejor equipo y pagar bien a sus empleados y proveedores a lo largo de su vida útil. Se utilizaron algunas de las mayores y más potentes locomotoras de vapor, eléctricas y diésel a lo largo de sus 50 años de historia. Gracias a la crónica del historiador ferroviario y fotógrafo de ferrocarriles H. Reid en The Virginian Railway (Kalmbach, 1961), el VGN ganó seguidores entre los entusiastas de los ferrocarriles, que continúan hasta nuestros días. 
El VGN se fusionó con el Norfolk & Western en 1959. Sin embargo, casi todo el anterior sistema de la línea principal del VGN en Virginia Occidental y aproximadamente el 50% de la línea original en Virginia todavía se usaban en 2006 como la ruta preferida para los trenes de carbón en dirección este de la Norfolk Southern Corporation debido a las pendientes más suaves al cruzar las montañas de Allegheny y las montañas Blue Ridge al este de Roanoke, mientras que la mayor parte del tráfico hacia el oeste de vagones de carbón vacíos utiliza la línea principal original de Norfolk y Western. 

### Banca y comercio
Cuando la recién creada Mutual Alliance Trust Company abrió sus puertas en Nueva York el martes después del 29 de junio de 1902, contaba con 13 directores, entre ellos Emanuel Lehman, William Rockefeller, Cornelius Vanderbilt y Rogers.
Hacia 1907, Rogers era miembro de la Bolsa de Valores Consolidada de Nueva York, uno de sus 13.000 empleados.

## Resumen empresarial: "Hell Hound"
Rogers era un hombre enérgico, despiadado y con una determinación de hierro. En el mundo financiero y de los negocios podía ser a la vez comprensivo y codicioso, y operaba bajo un código moral flexible que a menudo amoldaba a su conveniencia las reglas tanto de la honestidad como del juego limpio. En Wall Street, en la ciudad de Nueva York, se lo conoció como "Hell Hound Rogers" ("Perro del Infierno Rogers") y "The Brains of the Standard Oil Trust" ("El Cerebro de la Standard Oil"). Fue considerado uno de los últimos y grandes "barones ladrones" de su época, a pesar de que los tiempos ya estaban cambiando. Sin embargo, Rogers amasó una considerable fortuna, estimada en más de 100 millones de dólares. Realizó grandes inversiones en varias industrias, incluyendo el cobre, el acero, la minería y los ferrocarriles. 
Mucho de lo que se sabe sobre Rogers y su estilo en los negocios procede de las opiniones de terceros. Su comportamiento en los procedimientos judiciales públicos proporciona algunos de los mejores ejemplos y algunos datos. El estilo en los negocios de Rogers se extendió a la forma de sus testimonios en muchos entornos judiciales. Cuando el Comité Hepburn de 1879 investigó las prácticas de los ferrocarriles de Nueva York, ajustó sus respuestas con circunloquios, utilizando frases ambiguas y a veces altaneras. Su declaración más despectiva se produjo posteriormente en una demanda de 1906 por parte del estado de Misuri, que afirmaba que dos empresas registradas en ese estado eran en realidad subsidiarias de la Standard Oil, una propiedad secreta que Rogers finalmente reconoció. 
En el Quién es quién de 1908, Rogers figuraba como presidente y director o vicepresidente y director de más de veinte corporaciones. 
A su muerte, su legado se valoró en unos 41 millones de dólares.

## Filantropía en Fairhaven
Rogers era un hombre modesto, y parte de su generosidad solo se conoció después de su muerte. Se encuentran ejemplos en escritos de Helen Keller, Mark Twain y Booker T. Washington. A partir de 1885, comenzó a donar edificios a su ciudad natal de Fairhaven, Massachusetts, entre los que se incluye una escuela de gramática, la Rogers School, construida en 1885. La Biblioteca Millicent se completó en 1893 y fue un regalo para el Pueblo por parte de los hijos de Rogers en memoria de su hermana Millicent, quien murió en 1890 a la edad de 17 años. 
Abbie Palmer (nacida Gifford) Rogers presentó el nuevo Ayuntamiento en 1894. El edificio George H. Taber Masonic Lodge, llamado así por el mentor de la infancia de Rogers y exmaestro de la escuela dominical, se completó en 1901. La Iglesia Memorial Unitaria fue dedicada en 1904 a la memoria de la madre de Rogers, Mary Huttleston (nacida Eldredge) Rogers. Hizo construir la Tabitha Inn en 1905, y en 1906 se completó una nueva Escuela Secundaria de Fairhaven, llamada "Castle on the Hill". Rogers financió el drenaje del estanque del molino para crear un parque, instaló los sistemas públicos de agua y alcantarillado de la ciudad, y se sirvió como superintendente de las calles de su ciudad natal. Años más tarde, la hija de Henry H. Rogers, Cara Leland Rogers Broughton (Lady Fairhaven), compró el terreno de Fort Phoenix y lo donó a la ciudad de Fairhaven en memoria de su padre. 
Después de la muerte de Abbie, Rogers desarrolló amistades cercanas con otros dos estadounidenses notables: Mark Twain y Booker T. Washington. Desempeñó un papel fundamental en la educación de Helen Keller. Instado por Twain, Rogers y su segunda esposa financiaron su educación universitaria. 

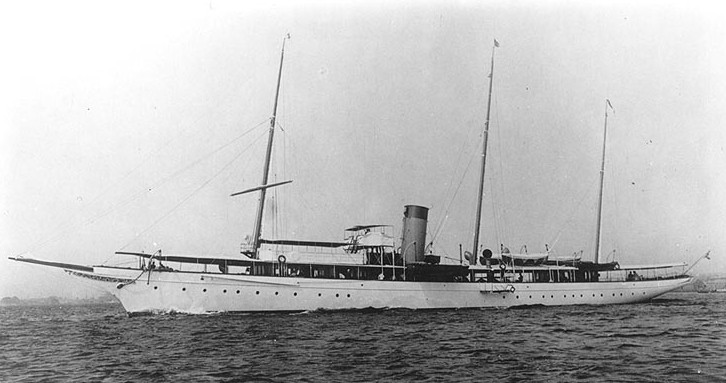
El yate Kanawha

En 1899, Rogers tenía un lujoso yate de vapor construido por un astillero en El Bronx. El Kanawha, de 471 toneladas, medía 61 m de eslora y contaba con 39 tripulantes. Durante los últimos diez años de su vida, Rogers invitaba a sus amigos a realizar cruceros principalmente a lo largo de la costa este de los Estados Unidos, al norte de Maine y Canadá y al sur de Virginia. Con Mark Twain entre sus invitados frecuentes, los movimientos del Kanawha atrajeron gran atención de los periódicos, los principales medios de comunicación de la época.

## Muerte

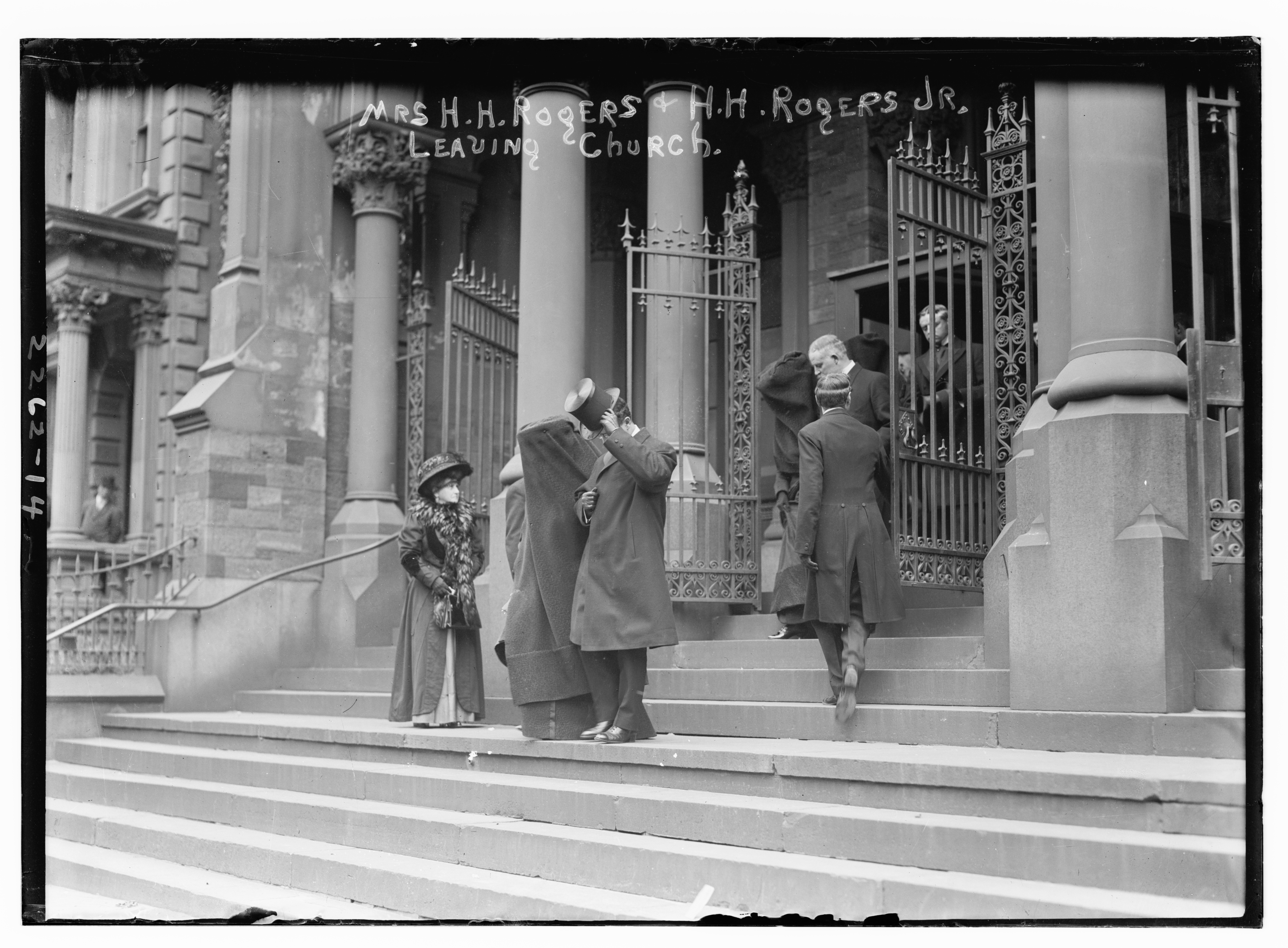
Funeral de Henry Huttleston Rogers en 1909

El 19 de mayo de 1909, Rogers murió repentinamente de un derrame cerebral. Pasaron menos de seis semanas antes de que comenzaran las operaciones completas en su Ferrocarril Virginian. Después de un funeral en la Primera Iglesia Unitaria en Manhattan , su cuerpo fue transportado a Fairhaven por un tren del Nueva York, New Haven & Hartford Railroad. Fue enterrado junto a Abbie en el cementerio de Riverside en Fairhaven. 

## Amistades y filantropía

### Mark Twain

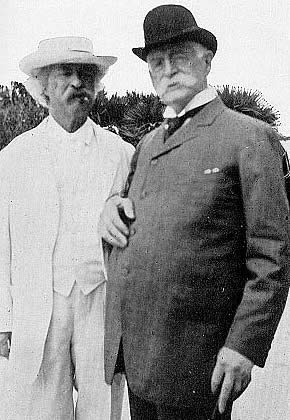
Mark Twain y Henry Huttleston Rogers en 1908

En 1893, un amigo mutuo presentó a Rogers al escritor Mark Twain. Rogers reorganizó las enrevesadas finanzas de Twain, y los dos se hicieron amigos íntimos por el resto de la vida de Rogers. En la década de 1890, la fortuna de Twain comenzó a declinar, sufriendo una depresión. Perdió a tres de sus cuatro hijos y a su esposa, Olivia Langdon, antes de su muerte en 1910. 
Twain tuvo algunos momentos muy malos con sus negocios. Su editorial terminó en bancarrota y perdió miles de dólares en una máquina de composición que nunca se terminó. También perdió una gran cantidad de ingresos por derechos de autor debido a que sus libros fueron plagiados antes de tener la oportunidad de publicarlos él mismo. 
Rogers y Twain disfrutaron de una amistad de más de 16 años. La familia de Rogers se convirtió en la familia sustituta de Twain, que era un invitado frecuente en la casa de los Rogers en la ciudad de Nueva York. Earl J. Dias describió la relación con estas palabras: "Rogers y Twain eran espíritus afines, aficionados al póker, al billar, al teatro, a bromas ingeniosas, a blasfemias leves, a la parodia de buen carácter. Su amistad, en definitiva, se basaba en una comunidad de intereses y en el hecho de que cada uno, de alguna manera, necesitaba al otro". Sus cartas se publicaron como Correspondencia de Mark Twain con Henry Huttleston Rogers, 1893–1909. Mantenían la broma de que Twain estaba dispuesto a robar artículos de la casa de los Rogers cada vez que pasaba la noche allí como invitado. Dos cartas ilustran esta ficción. Twain le escribió a Anne Rogers, contándole que había guardado en su maleta: 

...algunos artículos que estaban por ahí ... dos libros, las zapatillas marrones del Sr. Rogers y un jamón. Pensé que era uno de los nuestros. Parecía uno que solíamos tener, pero no volverá a ocurrir, no te preocupes. El Señor templará el viento al cordero esquilado, y yo devolveré algunas de las cosas si hay algo que no me quiera quedar. Tuyo en Jesús, SLC [Samuel Longhorn Clemens]

Rogers respondió el 31 de octubre de 1906 con lo siguiente:

Antes de que lo olvide, permíteme recordarte que desearía recuperar el baúl y las cosas que sacaste de mi casa lo antes posible. Comprendí que en lugar de elegir cosas viejas, te llevaste lo mejor que pudiste encontrar. La señora Rogers está en las Montañas Blancas. Voy a Fairhaven esta tarde. Espero que no estés allí. Por cierto, he estado usando un par de tus guantes en las montañas, y no parecen ser gran cosa.

En abril de 1907, viajaron juntos en el yate Kanawha a la Exposición de Jamestown en conmemoración del 300 aniversario de la fundación de la Colonia de Jamestown. Twain regresó a Norfolk, Virginia con Rogers en abril de 1909, y fue el orador invitado en la cena de inauguración del recientemente terminado Virginian Railway, una maravilla de la ingeniería desde las "Montañas hasta el Mar". La construcción del nuevo ferrocarril había sido financiada exclusivamente por el industrial Rogers.

### Educación de Helen Keller
En mayo de 1896, en la casa del editor y ensayista Laurence Hutton de la ciudad de Nueva York, Rogers y Mark Twain vieron por primera vez a Helen Keller de dieciséis años de edad. A pesar de que se había quedado ciega y sorda por una enfermedad cuando era una niña pequeña, había sido acogida por su compañera y maestra, Anne Sullivan. Cuando tenía 20 años, Keller pasó con una distinción el examen de ingreso al Radcliffe College. Twain elogió a "esta maravillosa niña" y esperaba que Helen no se viera obligada a abandonar sus estudios debido a la pobreza. Instó a los Rogers a ayudar a Keller y solicitar a otros directivos de la Standard Oil que la ayudaran. Rogers ayudó a pagar su educación en Radcliffe y organizó una asignación mensual.
Keller dedicó su libro "The World I Live In" (El mundo en el que vivo), "A Henry H. Rogers, mi querido amigo de muchos años". En la solapa de la copia de Rogers, escribió: <br> Para la Sra. Rogers Lo mejor del mundo en el que vivo es la amabilidad de amigos como usted y el Sr. Rogers.

### Booker T. Washington
Alrededor de 1894, Rogers asistió a uno de los discursos de Booker T. Washington en el Madison Square Garden de la ciudad de Nueva York. Al día siguiente, Rogers contactó con el educador y lo invitó a sus oficinas. Tenían en común sus comienzos relativamente humildes y se hicieron grandes amigos. Washington se convirtió en un visitante frecuente de la oficina de Rogers, su mansión de 85 habitaciones en Fairhaven y el yate. 

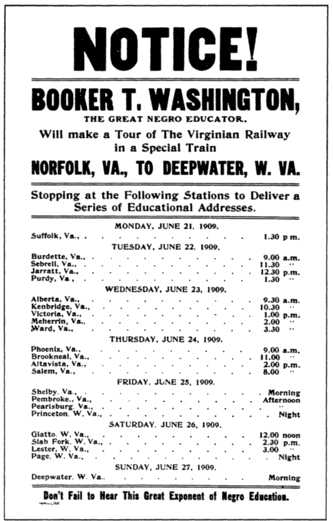
Prospecto de 1909 de la gira por el sur de Virginia y Virginia Occidental

Aunque Rogers había muerto repentinamente unas semanas antes, en junio de 1909, el Dr. Washington realizó una gira de conferencias previamente organizada a lo largo del Ferrocarril Virginian, recientemente completado. Utilizó el vagón personal de Rogers, Dixie, dando discursos en muchos lugares durante un período de siete días. Dijo que Rogers había instado su viaje a explorar cómo mejorar las relaciones raciales y las condiciones económicas para los afroamericanos a lo largo de la ruta del nuevo ferrocarril. Conectó a muchas comunidades rurales previamente aisladas en las partes del sur de Virginia y Virginia Occidental. 
Washington habló sobre la filantropía de Rogers: "Financiar la operación de al menos 65 pequeñas escuelas rurales para la educación y el progreso de los afroamericanos en Virginia y otras partes del sur, todas desconocidas para sus beneficiarios". Rogers también había brindado generosamente apoyo al Instituto Tuskegee y al Instituto Hampton. Rogers apoyó proyectos con al menos fondos parciales para lograr más trabajo y asegurar que los destinatarios también fueran partes interesadas.

## Legado
En Fairhaven, las donaciones de la familia Rogers se encuentran por toda la ciudad. Incluyen la escuela Rogers, el Ayuntamiento, la Biblioteca Millicent, la iglesia Unitarian Memorial y la escuela secundaria Fairhaven. Un pozo de granito en el jardín de la escuela secundaria está dedicado a Rogers. En el cementerio de Riverside, el mausoleo de Henry Huttleston Rogers sigue el modelo del Templo de Minerva en Atenas, Grecia. Henry, su primera esposa Abbie, y varios miembros de su familia están enterrados allí. 
En 1916, la Newport News Shipbuilding and Dry Dock Company lanzó el SS HH Rogers, un petrolero de la clase Pratt de 8,807 toneladas con una capacidad de 18.981 m³ de petróleo operado por la Panama Transport Co., una subsidiaria de Standard Oil de Nueva Jersey. Durante la Segunda Guerra Mundial , el 21 de febrero de 1943, fue torpedeado y hundido por un submarino alemán en el Atlántico Norte, a unos 950 km de la costa de Irlanda, mientras viaja desde Liverpool, Inglaterra, a los Estados Unidos. Todas las 73 personas a bordo fueron salvadas. 
En Virginia y Virginia Occidental, los antiguos empleados, residentes del área y entusiastas del Ferrocarril Virginian consideran todo el ferrocarril como un memorial dedicado a su promotor. Casi 50 años después de que se fusionó con un competidor, el ferrocarril de Rogers goza de un notable seguimiento. Uno de los grupos de entusiastas del ferrocarril más activos de Yahoo supera los 800 miembros. Se ha restaurado una estación de pasajeros en Suffolk, Virginia, construida una réplica y fundado un museo en Princeton, Virginia Occidental, y se está trabajando en una antigua estación más grande del VGN en Roanoke . 
En 2004, los voluntarios grabaron las iniciales de Rogers (y las del cofundador de VGN, William Nelson Page) en un nuevo carril instalado en Victoria, Virginia. Soporta un furgón de cola del VGN Clase 10-A, construido por la empresa y restaurado por los miembros del capítulo de la National Railway Historical Society (RoHS) en Roanoke. Totalmente equipado, ofrece una exhibición interpretativa de las conversaciones sostenidas en un furgón de cola a lo largo de la histórica negociación del derecho de paso.

## Comentarios
Earl J. Dias escribió el siguiente comentario sobre Henry Huttleston Rogers:

¿Cuál es el veredicto final sobre Rogers?

En primer lugar, fue un hijo de su época, una era que el historiador Howard Mumford Jones ha denominado "la Era de la Energía". Fue un tiempo durante el cual los estadounidenses de gran riqueza, los Rockefeller, los Gould, los Pratt, los Harriman, los Archbold, explotaron y experimentaron con ideas, estilos, modas y entre ellos. Y, sorprendentemente, también hicieron valiosas contribuciones a bibliotecas, escuelas, universidades, organizaciones benéficas y similares. De hecho, estos grandes capitalistas son ejemplos sorprendentes del derroche deslumbrante, la inocencia y la culpa de lo que Mark Twain y Charles Dudley Warner llamaron "La era dorada".
Quizás la verdad central sobre Rogers era un actor nato, preparado para desempeñar un papel. De sus experiencias en el escenario del Phoenix Hall en Fairhaven en su juventud, aprendió el arte de ser teatral en las situaciones dramáticas que surgieron en su vida.
En el mundo de los negocios, era el "hombre de acero": duro, astuto, despiadado, sin dar cuartel.

En su vida social, fue amistoso, popular, carismático, un compañero de gran ayuda, un anfitrión genial[cita requerida]

## Lecturas relacionadas
- Chernow, Ron. Titan: The Life of John D. Rockefeller, Sr. London: Warner Books, 1998.
- Dias, Earl J. Henry Huttleston Rogers: Portrait of a "Capitalist" (1974) 190pp; Popular biography
- Hidy, Ralph W. and Muriel E. Hidy. History of Standard Oil Co. (New Jersey : Pioneering in Big Business 1882–1911). (1956); 869pp; a standard scholarly study of the company.
- Huddleston, Eugene L. "Rogers, Henry Huttleston"; American National Biography Online (2000). Access Apr 28 2016
- Latham, Earl ed. John D. Rockefeller: Robber Baron or Industrial Statesman? (1949). Primary and secondary sources.
- Manns, Leslie D. "Dominance in the Oil Industry: Standard Oil from 1865 to 1911" in David I. Rosenbaum ed, Market Dominance: How Firms Gain, Hold, or Lose it and the Impact on Economic Performance. Praeger, 1998. online edition Archivado el 19 de febrero de 2011 en Wayback Machine.
- Messent, Peter. "Mark Twain, Manhood, The Henry H. Rogers Friendship, and 'Which Was the Dream?'." Arizona Quarterly 61.1 (2005): 57-84. online
- Montague, Gilbert Holland. The Rise And Progress of the Standard Oil Co. (1902) online edition
- Montague, Gilbert Holland. "The Rise and Supremacy of the Standard Oil Co.," Quarterly Journal of Economics, Vol. 16, No. 2 (February, 1902), pp. 265–292 in JSTOR
- Montague, Gilbert Holland. "The Later History of the Standard Oil Co.," Quarterly Journal of Economics, Vol. 17, No. 2 (February, 1903), pp. 293–325 in JSTOR
- Nevins, Allan. John D. Rockefeller: The Heroic Age of American Enterprise. (1940), vol 1.
- Tarbell, Ida M. The History of the Standard Oil Co., 1904. The famous original exposé in McClure's Magazine of Standard Oil.
- Williamson, Harold F. and Arnold R. Daum. The American Petroleum Industry: The Age of Illumination, 1859–1899, 1959: vol 2, American Petroleum Industry: the Age of Energy 1899–1959, 1964. The standard history of the oil industry. online edition of vol 1 Archivado el 25 de diciembre de 2011 en Wayback Machine.